# توم بنسون (رجل أعمال)
توم بنسون (بالإنجليزية: Tom Benson)‏ هو شخصية أعمال أمريكي، ولد في 12 يوليو 1927 في نيو أورلينز في الولايات المتحدة، وتوفي في 15 مارس 2018 في Ochsner Medical Center ‏ في الولايات المتحدة بسبب إنفلونزا.

## وصلات خارجية
- توم بينسون على موقع الموسوعة البريطانية (الإنجليزية)